# MRAM
MRAM of Magnetoresistive Random Access Memory is een opslagmedium dat werkt met magnetisme.

## Werking
MRAM is een geheugentechnologie gebaseerd op dunnefilmmagnetisme. Geheugencellen worden gefabriceerd uit een dunne magnetische multilaag. Deze multilaag bestaat doorgaans uit een zogenaamde 'vaste' magnetische laag en een 'vrije' magnetische laag. De magnetisatie van de vaste laag is gefixeerd in een vaste richting en kan niet gemakkelijk beïnvloed worden door externe magnetische velden. Deze fixatie gebeurt doorgaans via het exchange biassen van de vaste ferromagnetische laag met een antiferromagneet. Zoals de naam doet vermoeden, is de magnetisatie van de vrije laag wel gemakkelijk te beïnvloeden. Een stroom die door zo'n multilaag elementje vloeit zal een hoge of lage weerstand ervaren naargelang de magnetisaties van de vaste en vrije laag anti-parallel of parallel georiënteerd staan, volgens het Giant Magnetoresistance Effect. Deze hoge en lage weerstand laat toe de configuratie van de magnetische multilaag (parallel of anti-parallel) af te leiden en te associëren met de logische '0' en '1' toestanden. De magnetische elementjes kunnen dus gebruikt worden voor de opslag van digitale informatie. Naargelang de technologie kunnen de geheugenelementjes geprogrammeerd worden door het aanleggen van minuscule magnetische velden of, rechtstreeks, door het toedienen van een stroom, gebaseerd op het spin-torque effect.
Net zoals FLASH geheugen is MRAM niet vluchtig, dat wil zeggen de informatie blijft permanent bewaard in het geheugenelement. In tegenstelling tot de Flash-technologie belooft MRAM snellere schrijfsnelheden gecombineerd met leessnelheden die die van SDRAM evenaren.